# John T. Myers (generale)
John Twiggs Myers (Wiesbaden, 29 gennaio 1871 – Coconut Grove, 17 aprile 1952) è stato un generale statunitense.

## Biografia

### Origini
Nacque nel 1871 a Wiesbaden, nell'allora Impero tedesco, da genitori americani, Abraham C. Myers e Marion Twiggs. Proveniva da una lunga stirpe di militari: il bisnonno John Twiggs era stato uno dei più grandi generali dello Stato della Georgia, il nonno David E. Twiggs era quasi divenuto comandante in capo dell'esercito degli Stati Uniti prima della guerra civile e il padre Abraham C. Myers era stato quartiermastro generale dell'esercito confederato durante la guerra di secessione americana.
La presenza della famiglia Myers in terra tedesca era dovuta proprio ai trascorsi sudisti del padre, che risentiva il trattamento subito dai suoi compatrioti e aveva deciso di abbandonare l'America. Nel 1876, comunque, la famiglia rimpatriò e il giovane John crebbe negli Stati Uniti.

### Carriera militare

#### Guerra ispano-americana
Cominciò a frequentare l'Accademia Militare Navale, arruolandosi infine nella United States Navy come ingegnere. Nel periodo degli studi perse entrambi i genitori e, dopo essersi diplomato nel 1893, due anni più tardi accettò di essere trasferito nel corpo dei Marines col grado di tenente.
Nel 1898, allo scoppio della guerra ispano-americana, Myers venne imbarcato sulla USS Charleston, assegnata al settore delle Filippine. La nave riuscì presto a sbarcare sul presidio spagnolo di Guam, catturando l'isola. In seguito partecipò ad altre azioni nelle Filippine e, per le sue azioni di contrasto ai ribelli locali, nel 1899 venne promosso capitano.

#### Rivolta dei Boxer
Nel frattempo in Cina era scoppiata la rivolta dei Boxer e il governo statunitense tentò di rafforzare la propria presenza a Pechino con nuove truppe fresche. Myers, allora a bordo della USS Newark, venne quindi trasferito nella legazione statunitense di Pechino appena prima che essa fosse cinta d'assedio.
Myers e un distaccamento di soldati di varie nazioni furono gli ultimi a raggiungere Pechino prima che la morsa dei Boxer si chiudesse sulle legazioni. Nella successiva disperata resistenza degli europei, Myers fu tra coloro che maggiormente si distinsero tra gli assediati: a lui e ai suoi venne assegnata la difesa del Muro dei Tartari, uno dei punti deboli del Quartiere delle Legazioni, che tuttavia fu difeso con successo con furiosi combattimenti. Per evitare di lasciare l'iniziativa al nemico, Myers guidò un assortimento di truppe americane, russe e britanniche in un'audace sortita all'esterno delle mura delle legazioni e riuscì a respingere un violento assalto dei Boxer; in combattimento Myers subì una grave ferita alla gamba a causa di un colpo di lancia.
Dopo la rottura dell'assedio la sua condotta eroica gli valse le lodi dell'ambasciatore britannico Claude Maxwell MacDonald; l'anno successivo venne promosso maggiore e il presidente William McKinley lo citò nel suo discorso al Congresso del febbraio 1901. Per la sua condotta nella rivolta dei Boxer gli venne assegnata nel 1921 la Marine Corps Brevet Medal, divenendo uno dei soli venti premiati con tale onorificenza e non ricevendo la Medal of Honor per un tecnicismo.

#### Servizio successivo
A causa della ferita alla gamba e della febbre tifoide rimase in convalescenza fino al 1901, quando venne trasferito prima alle Samoa Americane e poi richiamato a Washington. Gli anni successivi furono trascorsi alternandosi tra il servizio attivo (segnatamente le spedizioni delle guerre della banana) e il servizio d'ordine in patria.
Allo scoppio della prima guerra mondiale Myers, al comando dell'USS South Dakota, prese a pattugliare le coste occidentali del Messico a causa delle tensioni crescenti con gli Stati Uniti. All'approssimarsi dell'entrata in guerra venne trasferito nella flotta atlantica, occupandosi del contrasto alle unità tedesche e di controspionaggio.
Dopo la guerra tornò al servizio d'ordinanza, venendo promosso brigadier generale nel 1929 e maggior generale nel 1931. Nel 1933 divenne comandante della flotta del Pacifico, per poi andare in pensione nel 1935. Nel 1942 venne promosso tenente generale alla carriera. Morì dieci anni più tardi in Florida, nei pressi di Miami.

## Nella cultura di massa
Nonostante non sia particolarmente nota al grande pubblico, la figura di John T. Myers, al tempo incarnazione dello stereotipo del giovane ufficiale eroico, ispirò almeno due pellicole hollywoodiane: in 55 giorni a Pechino Charlton Heston interpreta il maggiore Matt Lewis, mentre in Il vento e il leone Steve Kanaly impersona il capitano Jerome. Sia Lewis che Jerome sono personaggi ispirati a John T. Myers e riconducibili alle sue imprese belliche.

## Ascendenza
|                        |                 |                  | Genitori        |  |  | Nonni             |  |  | Bisnonni |  |
|                        |                 |                  |                 |  |  | Abraham Myers Sr. |  |  | …        |  |
|                        |                 |                  |                 |  |  | Abraham Myers Sr. |  |  | …        |  |
|                        |                 | …                |                 |  |  | Abraham Myers Sr. |  |  |          |  |
| Abraham C. Myers       |                 |                  |                 |  |  | Abraham Myers Sr. |  |  |          |  |
|                        |                 | Belle Nathans    | …               |  |  |                   |  |  |          |  |
|                        |                 | Belle Nathans    | …               |  |  |                   |  |  |          |  |
|                        |                 | Belle Nathans    | …               |  |  |                   |  |  |          |  |
| John T. Myers          |                 | Belle Nathans    |                 |  |  |                   |  |  |          |  |
|                        | David E. Twiggs | John Twiggs      |                 |  |  |                   |  |  |          |  |
|                        | David E. Twiggs | John Twiggs      |                 |  |  |                   |  |  |          |  |
|                        | David E. Twiggs | Ruth Emanuel     |                 |  |  |                   |  |  |          |  |
| Marion Isabelle Twiggs | David E. Twiggs |                  |                 |  |  |                   |  |  |          |  |
|                        |                 | Elizabeth Hunter | John W. Hunter  |  |  |                   |  |  |          |  |
|                        |                 | Elizabeth Hunter | John W. Hunter  |  |  |                   |  |  |          |  |
|                        |                 | Elizabeth Hunter | Margaret Donnel |  |  |                   |  |  |          |  |
|                        |                 | Elizabeth Hunter |                 |  |  |                   |  |  |          |  |